# Malikijski mezheb
Malikijski mezheb je jedna od četiri pravne škole (mezheba) u sunitskom islamu. Osnivačem škole smatra se Imam Malik iz Medine koji je bio suvremenik Imam Ebu Hanife, iako znatno mlađi od njega. Malikijsku pravnu školu danas slijede uglavnom arapski muslimani u Sjevernoj i Zapadnoj Africi.

## Poveznice
- Mezheb
- Suniti
- Islam